# Фонтаны «Адам» и «Ева»
Фонтаны «Адам» и «Ева» — парные фонтаны Дворцово-паркового ансамбля Петергоф.

## История
Парные фонтаны «Адам» и «Ева» расположены на оси Марлинской аллеи, главной аллеи парка, идущей параллельно морскому берегу. «Адам» находится в восточной части парка, «Ева» — в западной; оба фонтана являются композиционными и смысловыми доминантами соответствующих частей парка и размещаются практически в их центральных точках. Вокруг них образованы небольшие площади с расходящимися лучами больших и малых аллей. Фонтаны привлекают внимание ещё издали, возникая в перспективах в разных ракурсах со многих точек обзора.
Оба фонтана идентичны по художественному и инженерному решению. Архитектурное оформление фонтанов простое: каждый из бассейнов, сложенных из тёсаного профилированного гранита, представляет собой в плане правильный восьмиугольник с шириной диагонали 17 м. В центре на высоком постаменте установлена скульптура, обрамлённая кру́гом из шестнадцати чуть наклонных сильных и высоких струй высотой 7 м. Фонтаны отличаются многоводностью и красотой лаконичного рисунка водного потока. Водомёты фонтанов устроены таким образом, что вода, высоко поднявшись, не распыляется, а распадается на крупные капли; их падение в бассейн заметно ещё издалека.

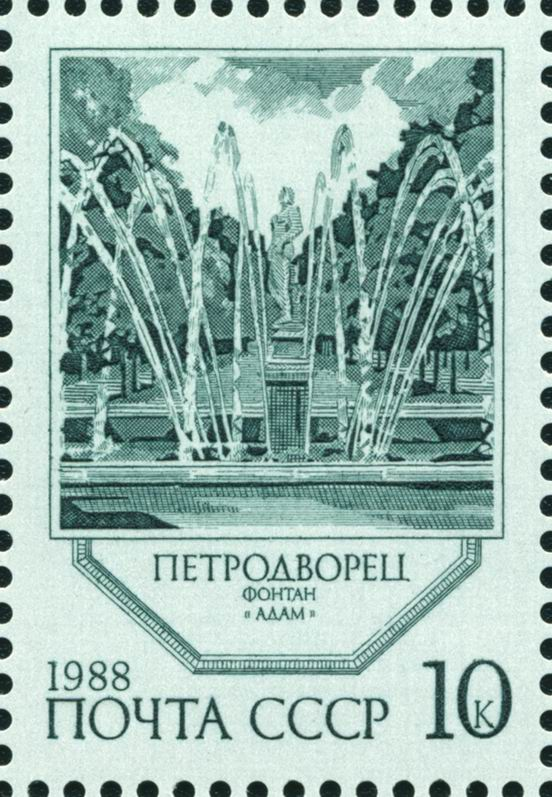
Фонтан на почтовой марке

Автор скульптур, венецианский ваятель Джованни Бонацца, получил заказ на их изготовление от русского дипломатического представителя в Италии С. Л. Рагузинского, действовавшего по поручению Петра I (примерно в то же время Рагузинский занимался закупкой статуй для Летнего сада в Санкт-Петербурге). Вероятно, первоначальный заказ предполагал изготовление копий со знаменитых статуй Адама и Евы, украшающих Дворец дожей, работы ренессансного скульптора XV века А. Рицци. Однако Дж. Бонацца, сохранив общую композицию и позы статуй, иначе трактовал детали, наполнив пластические формы барочными веяниями. Сочетание двух стилистических начал определило творческую удачу скульптора: Рагузинский писал Петру I, что даже «в славной Версалии мало таких видели». В 1718 году скульптуры были готовы и доставлены в Петергоф. Первое время они размещались на постаментах в качестве парковых скульптур в центре площадок, где позже заложили фонтаны.
В октябре 1722 года завершились работы по обустройству бассейна фонтана «Адам», построенного по проекту Николо Микетти. Фонтан был запланирован круглым, но Пётр I распорядился сделать его восьмиугольным, также он изменил направление струй. Монтаж гидротехнической части выполнил фонтанный мастер П. Суалем, строительством руководил И.-Ф. Браунштейн.
С обустройством «Евы» Пётр не спешил. Работы начались в 1725 году под руководством Т. Усова, для него был выкопан Евинский пруд, работы вёл И. Смит. Фонтан заработал осенью 1726 года, уже в царствование Екатерины I.
Символика фонтанов с самого начала трактовалась просто: библейские Адам и Ева, прародители рода человеческого — это аллегории Петра I и Екатерины, первых императора и императрицы, прародителей Российской империи. Такая аллегорическая трактовка получила развитие во времена правления Екатерины I; недаром второй фонтан был построен по её распоряжению.
В 1737—1740 годах И. Бланк расширил бассейны фонтанов, так как вода из них иначе расплёскивалась. В 1745 году дубовые пьедесталы под статуями заменили на сделанные из пудостского известняка. В 1816—1822 годах кирпичная кладка стен была заменена на путиловскую плиту, в 1866—1867 годах состоялся капитальный ремонт фонтанов, в 1897—1899 годах стены и кордоны «Адама» были сделаны из гранита, ещё спустя десять лет аналогично была переделана «Ева».
В 1986 году СМУ Главного управления культуры Ленгорисполкома выполнило из искусственного мрамора копию статуи «Ева», а в 2001 году реставрационная фирма «Петербургская скульптура» изготовила копию скульптуры «Адам». Копии были установлены в фонтанах, оригиналы статуй экспонируются в Западной галерее Большого дворца.
Композицию площадок у фонтанов дополняют трельяжные беседки, в их нишах стояли мраморные бюсты. Деревянные беседки появились здесь ещё до того, как заработали сами фонтаны; в разные годы число их менялось, изменялся также и внешний вид. Нынешние, воссозданные в 1970-х годах у «Адама» и в 2000 году у «Евы», восходят к тем, что были установлены здесь в начале XIX века по чертежам Ф. Броуэра.